# Ladykirk Church

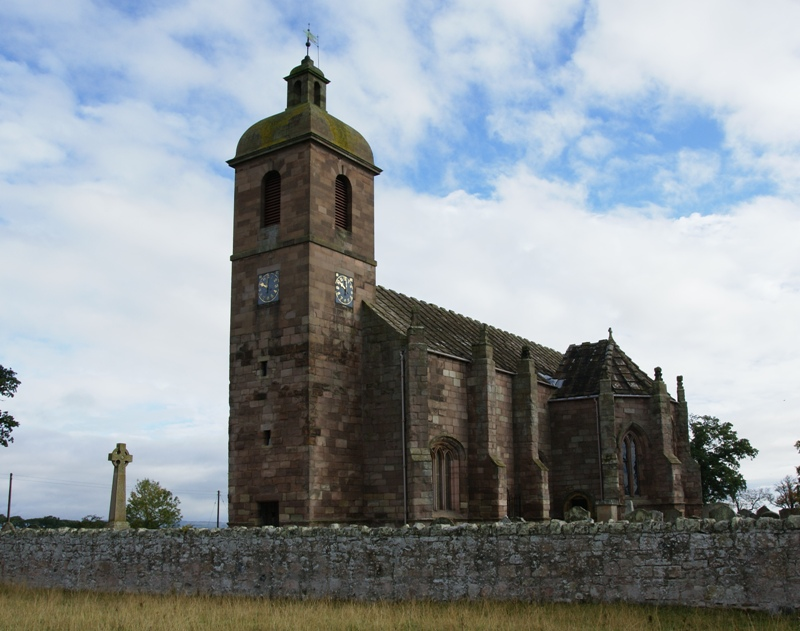
De Ladykirk Church gezien vanuit het noordwesten.

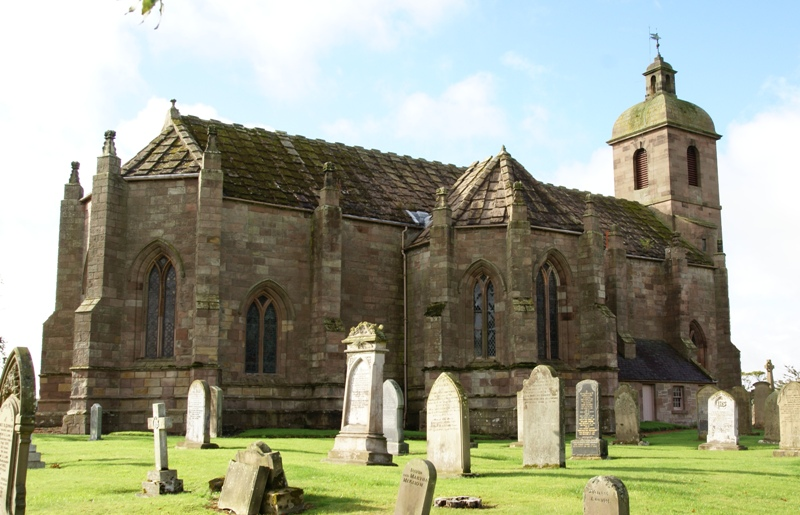
De Ladykirk Church gezien vanuit het zuidoosten.

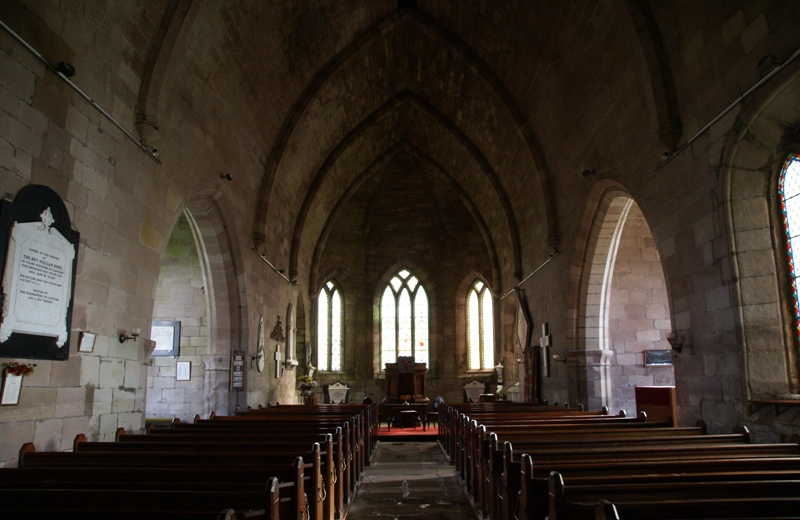
Interieur kijkende richting het koor.

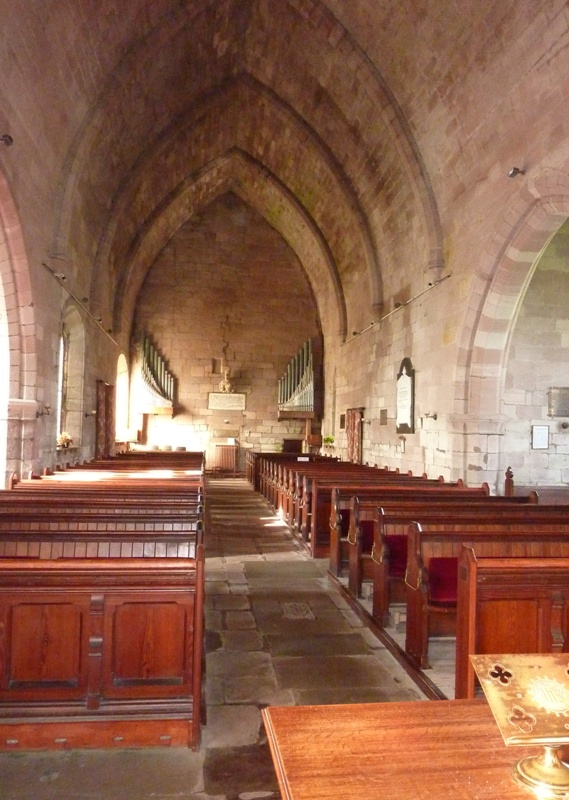
Interieur kijkende richting het schip. Tegen de muur van de westtoren bevindt zich tussen de orgelpijpen een buste van Jacobus IV.

De Ladykirk Church, ook wel de Ladykirk Parish Church, Kirk of Our Lady of the Steill en St Mary's Church genoemd, is een laat vijftiende-eeuwse of vroeg zestiende-eeuwse kerk, gelegen in Ladykirk, 12 kilometer ten noordoosten van Coldstream, in de Schotse regio Scottish Borders.

## Geschiedenis
De Ladykirk Church werd in de late vijftiende of vroege zestiende eeuw gebouwd op de noordelijke oever van de Tweed, vlak bij een doorwaadbare plaats. Deze kerk verving een eerdere kerk die gebruikt werd door de parochie van Easter Upsettlington vanaf de dertiende eeuw.
Traditioneel wordt Jacobus IV van Schotland aangewezen als degene die de kerk liet bouwen uit dankbaarheid dat hij gered van verdrinking bij een oversteek. De kerk werd gewijd aan de Maagd Maria.
De kerk werd in ieder geval onder het patronaat van Jacobus IV gebouwd. In de periode 1500-1513 werd de kerk onder de naam Kirk of Our Lady of the Steill vermeld in de koninklijke archieven. Een steill (eigenlijk stell) is een diepe poel waarin zalmnetten werden geplaatst. In die archieven werd tot 1507 Nicholas Jackson genoemd als meestermetselaar betrokken bij de bouw van de kerk.
Na de Reformatie werd de kerk gebruikt als parochiekerk voor de samengevoegde parochies van Upsettlington en Horndean.
In 1793 werd het interieur van de kerk gewijzigd, waarbij het westelijk uiteinde werd afgesplitst en in gebruik kwam als school. In 1861 werd de kerk weer hersteld tot één geheel.

## Bouw
De Ladykirk Church ligt op de noordelijke oever van de Tweed tegenover het Engelse Norham Castle. De Ladykirk Church is een oost-westelijk georiënteerde kerk in gotische stijl met een kruisvormige plattegrond. Eromheen ligt een begraafplaats. Het koor is elf meter lang en 7,1 meter breed. Het schip is 12,7 meter lang en 7,1 meter breed. Het schip en koor zijn beide voorzien van een geribd gewelf. Deze gewelven reiken tot een hoogte van elf meter.
De uiteindes van zowel het koor als van de beide transepten zijn rond van vorm. Aan de buitenzijde wordt de kerk gesteund door steunberen. Het dak bestaat uit platte stenen.
De westelijk gelegen toren bestond oorspronkelijk uit drie van gewelven voorziene verdiepingen en was gebouwd voor verdediging. De toren heeft van binnen een oppervlakte van 2,5 bij 2,5 meter. De muren zijn 1 meter dik. De toren heeft geen ingang op de begane grond en kan enkel via een wenteltrap in de noordwestelijke hoek binnen in de kerk bereikt worden. Op de eerste verdieping bevindt zich een klein, later dichtgemetseld raam dat uitzag op het interieur van de kerk. De toren was oorspronkelijk ingericht als onderkomen voor de priesters. De begane grond van de toren werd later ingericht als gevangenis.
De verhoging van de toren met de bijbehorende koepels in klassieke stijl stamt uit circa 1743 en werd wellicht verwezenlijkt door William Adam. De victoriaanse klok stamt uit 1882.
Aan het westelijke uiteinde van het schip bevindt zich een moderne buste van Jacobus IV gemaakt door Handyside Ritchie. Achter de preekstoel bevindt zich een oude mort chest (letterlijk: doodskist) met afbeeldingen van de Vlucht naar Egypte; de kist is afkomstig uit de Church of Our Lady and Saint Nicholas in Liverpool.

## Beheer
De Ladykirk Church is een Category A-monument. De kerk wordt beheerd door de Church of Scotland.

## Folklore
Het verhaal gaat dat Jacobus IV in 1496 terugkeerde van een succesvolle militaire campagne in Noord-Engeland en van zijn paard viel toen hij bij Norham Bridge de gezwollen rivier Tweed wilde oversteken. Hij overleefde dit en geloofde dat hij van verdrinking was gered door de Maagd Maria. Om haar te bedanken voor zijn redding liet hij de Ladykirk Church bouwen en aan haar wijden.